# Liste des personnages de la série Yoko Tsuno
 (août 2021).
Si vous disposez d'ouvrages ou d'articles de référence ou si vous connaissez des sites web de qualité traitant du thème abordé ici, merci de compléter l'article en donnant les références utiles à sa vérifiabilité et en les liant à la section « Notes et références ».

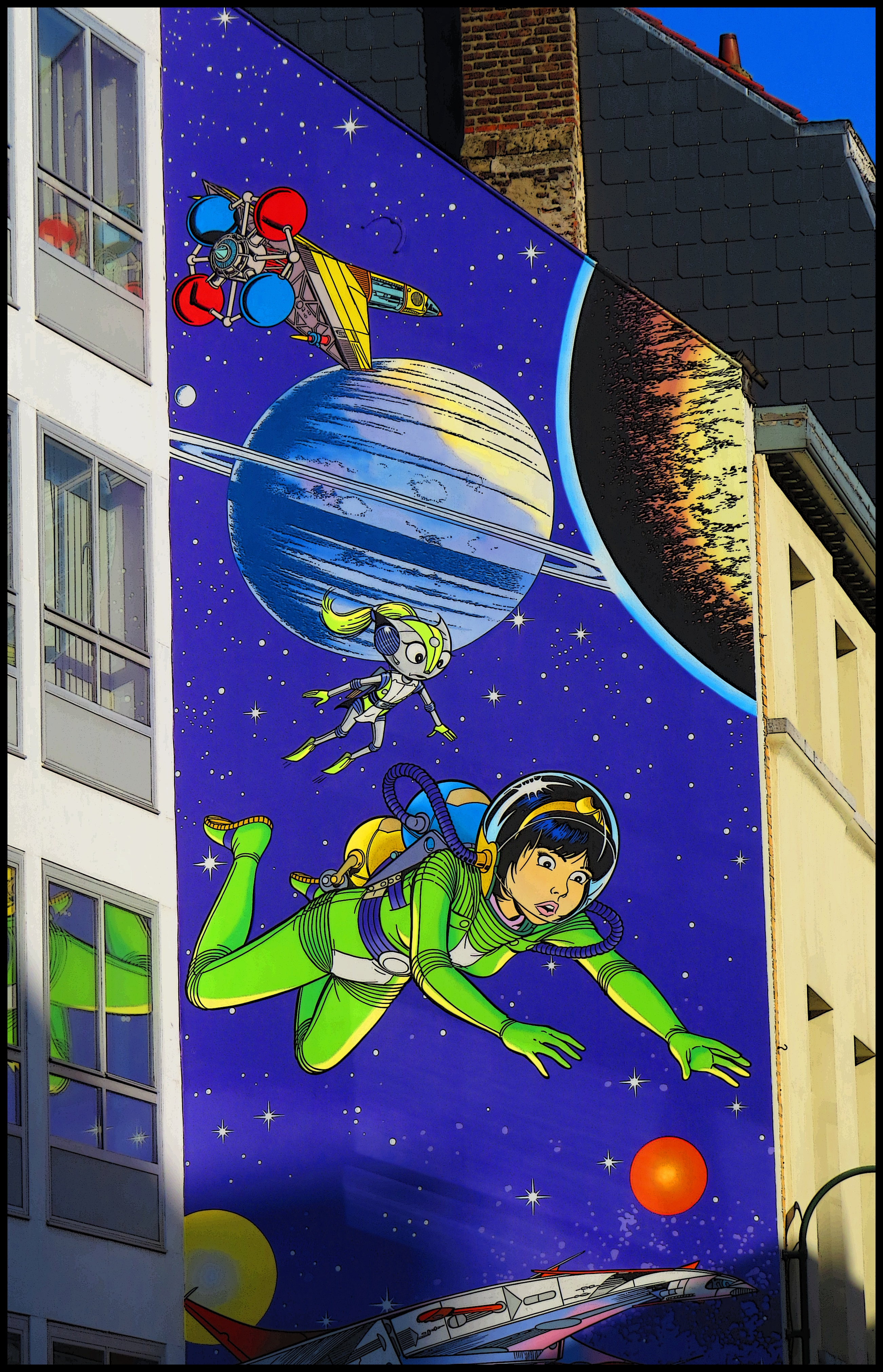
Yoko Tsuno, en combinaison spatiale verte. Peinture murale à Bruxelles.

Cette page regroupe les personnages de la série de bande dessinée Yoko Tsuno du dessinateur Roger Leloup.
Les histoires tournent autour de trois personnages centraux :
- Yoko Tsuno : élevée au Japon, une ingénieure en électronique très intelligente avec un brevet D planeur, pilote d'hélicoptères (Gazelle, Écureuil...) et une ceinture noire d'aïkido. Aussi belle qu'intelligente, aussi sportive que tendre, du haut de ses 20 ans cette demoiselle au grand cœur enchaîne les aventures sur Terre, dans l'espace et même à travers le temps.
- Vic Vidéo : avec sa forte personnalité il est tout d'abord leader du trio, puis il est vite supplanté par Yoko malgré lui. Relégué au rang de faire valoir, Vic Vidéo reste un ami fidèle et toujours présent.
- Pol Pitron : l'élément comique du trio qui fait de chaque aventure un gag, il est râleur mais extrêmement protecteur à l'égard des enfants notamment.

## Apparition des personnages par album

### Le secret de Khâny
| Trio                                  | Terriens                                                       | Alliés Vinéens                | Adversaires Vinéens |
| ------------------------------------- | -------------------------------------------------------------- | ----------------------------- | ------------------- |
| - Yoko Tsuno - Vic Vidéo - Pol Pitron | - Rosée du matin - Émilia Mac Kinley - Zhytta - Mieke - Bonnie | - Khâny - Têvy - Poky - Lâthy | - Gorka             |

### Le temple des immortels
| Trio                                  | Terriens                                                            | Alliés Vinéens                                       | Adversaires       |
| ------------------------------------- | ------------------------------------------------------------------- | ---------------------------------------------------- | ----------------- |
| - Yoko Tsuno - Vic Vidéo - Pol Pitron | - Iseut - Aram - Namh - Rosée du matin - Émilia Mac Kinley - Ingrid | - Khâny - Poky - Zarkâ (androïde) - Syrby (androïde) | - Le frère Marzin |

### Anges et faucons
| Trio                                  | Terriens                                                                                 | Alliés Vinéens | Adversaires  |
| ------------------------------------- | ---------------------------------------------------------------------------------------- | -------------- | ------------ |
| - Yoko Tsuno - Vic Vidéo - Pol Pitron | - Émilia Mac Kinley - Bonnie - Rosée du matin - Milord - Dinah - Sir Archibald MacDougal | - Akina        | - Sir Harold |

### Les gémeaux de Saturne
| Trio                                  | Terriens                             | Alliés Vinéens                                             | Adversaire           |
| ------------------------------------- | ------------------------------------ | ---------------------------------------------------------- | -------------------- |
| - Yoko Tsuno - Vic Vidéo - Pol Pitron | - Rosée du matin - Émilia Mac Kinley | - Khâny - Poky - Lâthy - Myna - Ryâ - Topy (semi-androïde) | - Plasma intelligent |

## Liste de personnages secondaires

### Humains

#### Aoki
Pour les articles homonymes, voir Aoki.
Aoki est un ancien kamikaze qui n'a pas réussi à précipiter son Zero sur l'ennemi et sera sauvé de la mort à la suite d'un amerrissage brutal par le grand-père de Yoko. Il servira comme jardinier dans un temple bouddhiste proche de la résidence Tsuno. Il se liera d'amitié avec Yoko, délaissée par ses parents trop occupés, et s'occupera de son éducation des arts martiaux.
Dans le tome 9, Aoki précipite sous les yeux de Yoko son avion devenu incontrôlable au cœur d'un typhon, permettant à la bombe qu'il convoyait d'exploser au bon endroit, et empêchant ainsi le typhon d'aller dévaster l'île de Kyūshū. Aoki a ainsi réalisé son rêve d'offrir sa vie au Japon.

#### Bonnie
Métisse apparue dans le Maléfice de l'améthyste, elle réapparaît dans Anges et Faucons.

#### Cécilia
Cécilia est une jeune femme écossaise que son beau-père veut tuer avant sa majorité pour hériter de sa fortune dans l'album La Proie et l'ombre. Elle réapparait dans le même cadre du château de Loch Castle dans La Servante de Lucifer.

#### Docteur Evans
Le docteur Evans est le complice véreux de Sir Williams, qui veut s'approprier la fortune de sa belle-fille Cécilia dans La Proie et l'ombre. Il est capturé par Vic et Yoko au moment où il s'apprête à assassiner Margaret au moyen d'une seringue.

#### Ingrid Hallberg
Apparue dès le deuxième tome des aventures de Yoko Tsuno, cette jeune organiste allemande sauvée par Yoko réapparaît ensuite dans les tomes 7, 14, 19 et 24.

#### Peter Hertzel
Peter Hertzel est un homme d'affaires allemand apparu dans Le Feu de Wotan (tome 14), réapparu dans Le Canon de Kra (tome 15). Philanthrope, il met ses moyens financiers au service de Yoko et une de ses entreprises fabrique l'avion Colibri.

#### Toshio Ishida
Grand-oncle de Yoko, le colonel Toshio Ishida apparaît dans le 11e album La Spirale du temps à l'occasion d'un voyage dans le temps en 1943, époque où il est en garnison à Sulawesi. Quelques indices laissent entendre qu'il n'a pas survécu aux dernières batailles de la guerre. L'histoire nous apprend l'origine du prénom de Yoko qui était celui de la poupée préférée de sa mère. Ses descendants, les cousins de Yoko gèrent une exploitation forestière en Indonésie et adopteront Monya, jeune fille venue du 39e siècle.

#### Ito Kazuky
Homme d'affaires japonais sans scrupules, Ito Kazuky finance les recherches de Seiki Tsuno sur les typhons, dans le but de s'en servir comme arme. Le père de Yoko refusant d'en faire une arme, il s'opposera à Kazuky. Un conflit en résultera, conflit qui prendra fin avec la victoire du clan Tsuno grâce au sacrifice d'Aoki (tome 9 : La Fille du vent).
Il se retrouve dans le tome 19, dans lequel il dira œuvrer en faveur de la paix en désintégrant des ogives nucléaires. En fait, son système ne permettant pas de supprimer leur radioactivité, le but de Kazuky est de s'en emparer avec l'aide de son sosie afin de fabriquer, encore une fois, des armes. Kazuky sera tué par son sosie qui voulait faire cavalier seul. Il lègue sa fortune à Yoko par testament.
« C'est un méchant qui a la vie dure et de la classe. Il est le symbole des multinationales peu respectueuses du sort d'autrui. Je ne comptais pas le faire survivre indéfiniment, mais lui offrir une fin de carrière dans une ultime ambiguïté. Aussi surpris que Yoko de se retrouver en face d'elle, il va s'en servir pour tenter d'éliminer ses ennemis, tout en lui laissant en guise de "récompense" le plus empoisonné des cadeaux. Car en ultime vengeance, Kazuky offre en héritage à Yoko, fille de Seiki Tsuno, son ennemi de jadis, la moitié des actions de ses usines d'armement. Dilemme moral pour Yoko. » explique Roger Leloup.

#### Brian Mac Kinley
Brian Mac Kinley est un aviateur écossais qui apparaît dans le tome 24 (Le Septième code). Sa fille est Émilia Mac Kinley.

#### Émilia Mac Kinley
Apparue comme son père dans le tome 24 des aventures de Yoko Tsuno, elle revient dans les tomes suivants 25, 26, 27.
L'auteur Roger Leloup explique qu'Émilia fait référence à sa propre jeunesse. Son âge, quatorze ans, est celui auquel il pilote pour la première fois un avion. Elle apporte pour lui un renouveau à la série.

#### Mac Nab
Écossais amoureux de la mère de Cécilia, elle lui préfère un autre. Marginal, il sauve Yoko de Sir Williams, avec qui il trouve la mort dans La Proie et l'ombre.

#### Margaret
Sosie de Cécilia, elle est victime d'un chantage pour amener à la mort de Cécilia. Elle finit par trahir ses maîtres chanteurs.

#### Mieke
Apparue au tome 20, elle rencontre Yoko alors que celle-ci fait un voyage dans le temps vers 1545. Elle revient avec Yoko à notre époque. Elle est depuis la fiancée de Pol.

#### Milord
Sa véritable identité est : Major Dundee du ministère de l'air britannique. Il engagera le trio afin de retrouver un avion Handley Page H.P.42 « Horus » disparu dans un cratère afghan et récupérer les documents secrets qu'il contenait. Sans apparaître, il est l'interlocuteur téléphonique de Yoko à la fin du tome 26.

#### Monya
Venue du futur, ce personnage se retrouve dans les tomes 11, 17, 20, 22, 23.

#### Capitaine Onago
Le capitaine Onago est un militaire du Kampong. Réfugié cambodgien, il est d'une aide précieuse pour Yoko dans Le Canon de Kra (tome 15), mais est entravé par le fait que son épouse est captive de Sakamoto.

#### Alberto Razzi
Alberto Razzi est un ébéniste italien, apparu dans le tome 2 (L'Orgue du diable). Il est spécialisé dans la restauration des buffets d'orgues.
Il travaillait pour Werner Hallberg (père d'Ingrid Hallberg) et a été témoin de sa mort : l'assassin portant un casque très spécial, Alberto fut persuadé qu'il avait vu le diable. C'est sans doute lui qui a envoyé un message autour d'une pierre avant d'échapper à Yoko. Il donnait ainsi rendez-vous à Ingrid Hallberg pour lui dire la vérité sur la mort de son père, facilitant ainsi l'enquête que menait Yoko.

#### Rosée du matin
Fille adoptive de Yoko, elle revient dans de nombreux épisodes de la série (20, 23 et 24).

#### Sakamoto
Pour les articles homonymes, voir Sakamoto.
Sakamoto est un trafiquant d'armes japonais, apparu dans le tome 15 (Le Canon de Kra). Sa fortune provient en effet de la vente d'armes de l'armée japonaise, après la Seconde Guerre mondiale. Il revend ces armes à des révolutionnaires d'Asie du Sud-Est et menace donc la paix mondiale. Il possède même un "Zero" sur flotteurs (Nakajima A6M2-N) baptisé L'Oiseau Divin.
Très influent au Kampong où il vit, il y fait la loi et ne craint pas la police. Il veut même s'approprier cet État grâce à un canon par lequel il veut faire tirer des obus nucléaires et ainsi imposer ses volontés au pays. Yoko aidera donc à la destruction de ce canon, pendant laquelle Sakamoto mourra, la nuque brisée lors de sa chute après avoir tenté de tuer Yoko à l'aide de son sabre.

#### Seiki Tsuno
Père de Yoko, ce géophysicien intervient surtout dans le tome 9, La Fille du vent, où il lutte contre Ito Kazuky pour contrôler les typhons. Son personnage avait été d'abord évoqué comme Susuki Tsuno dans la conclusion du récit La Belle et la bête : « On a imaginé un nom trop rapidement. [Pour son intervention réelle dans la série, j'ai fixé] mon choix sur Seiki Tsuno, parce que Susuki est en fait un nom de famille » explique l'auteur.

### Vinéens

#### Khâny
Apparue dans Le trio de l'étrange, elle revient ensuite dans Les 3 soleils de Vinéa.

#### Karpan
Karpan est un Vinéen, et l'un des dirigeants de la communauté vinéenne sur Terre.
Peu aimé des siens en raison de son attrait pour le pouvoir, il déteste les terriens et cherchera dès le tome 1 (Le Trio de l'étrange) à tuer Yoko et ses amis.
Il périra englouti par la lave dans le tome 3 (La Forge de Vulcain), en raison de son obstination à refuser d'empêcher un cataclysme volcanique.

#### Lâthy
Lâthy est une jeune Vinéenne apparaissant dans le tome 25. Elle est bio-vérificatrice et accompagne Khâny lorsque celle-ci va chercher Zarkhâ, l'androïde. Prenant d'abord peur devant Émilia, elle devient ensuite rapidement amie avec celle qu'elle surnomme la « fille aux cheveux rouges », d'autant plus qu'elle et Émilia ont le même âge (14 ans) et qu'elles ont toutes deux perdu leur mère en bas âge.

#### Poky
Sœur jumelle de Khâny, elle en diffère beaucoup car elle a été réveillée 15 ans après et a donc le physique et l'esprit d'une enfant.

#### Vynka
Vynka est un Vinéen faisant souvent équipe avec Khâny.
Il apparaît dans les tomes 3, 6, 8, 10, 13 et 25.

#### Syndã
Syndã est une Vinéenne, mère de Khâny et Poky. Biologiste, elle est restée sur Vinéa en léthargie magnétique alors que ses deux filles jumelles partaient pour la terre. Endormie pendant deux millions d'années dans la sixième cité de Vinéa sur le côté glacé de la planète, elle est réveillée par Khâny dans Les 3 soleils de Vinéa et fait une apparition dans Les Titans. Elle ressemble comme une jumelle à sa fille Khâny, puisqu'elle a été réveillée environ 20 ans plus tard, et que fille et mère ont environ le même âge.

### Autres

#### Dai Loon
Dai Loon est un lézard géant, obtenu par manipulations génétiques, dans le but d'être le personnage clé du film Le Dragon de Hong Kong, nom du tome 16 de la série.
Il est l'ami de Rosée du matin mais meurt à la fin du tome, en se battant contre un dragon d'acier, pour la protéger.

#### Hégora
Hégora est une androïde, reine d'une cité sous-marine. Elle apparaît dans le tome 13 (Les Archanges de Vinéa). Son plan de conquête de Vinéa sera déjoué par Yoko Tsuno avec l'aide du robot Tryak. Yoko Tsuno prendra alors sa place.
Hégora réapparaît dans le tome 18 (Les Exilés de Kifa), avec des intentions bien plus pacifiques.

#### Le Grand Migrateur
Le Grand Migrateur est en quelque sorte le chef des Titans.
Sa mission est de réaliser l'implantation sur une autre planète de la colonie qu'il dirige. Ce Titan vit constamment attaché au poste de pilotage de son vaisseau d'où il dirige les autres Titans.

#### Raspoutine
Raspoutine est le chien yorkshire alcoolique de la comtesse Olga, abreuvé de vodka. Leloup a pris modèle sur son propre chien nommé Whisky. « Par dérision, j'ai placé la solution finale dans le personnage d'un chien. »

#### Tryak
Tryak est un robot, serviteur de la reine Hégora.
Il apparaît dans le tome 13 (Les Archanges de Vinéa) où il sert à ressusciter la reine, androïde, lorsque celle-ci est endommagée. Après la mort de celle-ci, il fera de Yoko la nouvelle reine de la cité.
Il réapparaît dans le tome 18 (Les Exilés de Kifa).

#### Xunk
Xunk est un Titan, qui apparaît dans le tome 8 de la série : Les Titans
Son nom signifie "le faible". En effet, son métabolisme nécessite plus d'énergie que celui des autres Titans. Il est pour cela méprisé par ses congénères qui le tueront alors qu'il se liait d'amitié avec Yoko et Khâny.
Après le départ des Titans, les Vinéens dresseront un monument en son honneur : un bloc pyramidal transparent coulé autour de lui. Son épitaphe est une phrase de Yoko : « Les formes qui différencient les Êtres importent peu si leurs pensées s’unissent pour bâtir un univers. »